# شاه جهان الثاني

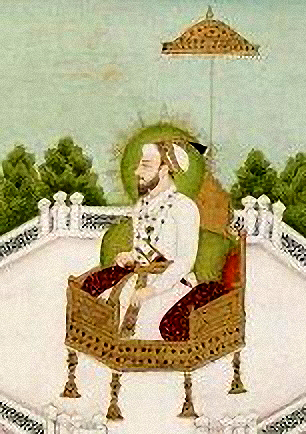

شاه جهان الثاني (يونيو 1696م - 19 سبتمبر 1719م ‹23 سنة›) إمبراطور مغولي حكم من (يونيو 1719م - سبتمبر 1719م). كان لقبه رفيع الدولة محمد شاه جهان الثاني بن رفيع الشأن بن شاه عالم بهادر.